# Zbigniew Strzałkowski
Zbigniew Strzałkowski (3 juillet 1958 - 9 août 1991), est un prêtre et missionnaire polonais, de l'Ordre des frères mineurs conventuels, martyrisé en « haine de la foi » (in odium fidei) au Pérou. Il est reconnu comme bienheureux par l'Église catholique.

## Biographie

### Jeunesse et vocation
Zbigniew Strzałkowski est né le 3 juillet 1958 à Tarnów, en Pologne. 
Après avoir terminé ses études élémentaires puis secondaires, il parvient à obtenir un diplôme de mécanique en 1978 à Tarnów, une profession dans laquelle il s'exerce pendant un an. 
Ressentant un appel à la vie religieuse, il se lance dans des études en théologie et philosophie au séminaire des frères franciscains conventuels de 1980 à 1986. Il fait sa profession religieuse dans l'église des franciscains conventuels de Cracovie, prenant le nom de frère Zbigniew et il est ordonné prêtre le 7 juin 1986 par le cardinal Gulbinowicz en l'église Saint-Charles-Borromée de Wrocław.  
Pendant deux ans, il sert comme vice-recteur du séminaire de Legnica. 

### Mission au Pérou
En novembre 1988, il accepte de partir en mission au Pérou. Le Père Zbigniew fut l'un des premiers à commencer un travail apostolique dans la région montagneuse de Pariacoto, ouverte le 30 août 1989. La mission est formée de trois jeunes franciscains polonais (aidés d'un groupe de religieuses péruviennes) : le Père Zbigniew, le Père Michał Tomaszek et le Père Jarosław Wysoczański. Malgré la pression terroriste, il continue activement son action pastorale dans la région, à Pariacoto, Yaután, Cochabamba et Pampas Grande et dans des villages que l'on ne peut atteindre qu'à dos de mulet au bout d'une douzaine d'heures. Il avait un grand sens de l'organisation et aimait la nature ; il était surnommé « le petit docteur » par la population locale.
Le 9 août 1991, il est assassiné par des combattants du Parti Communiste dit "Sentier lumineux", avec le Père Michal Tomaszek.

## Postérité
La chaîne de télévision polonaise Telewizja Polska a réalisé un documentaire en 2015 sur la vie de ces deux jeunes franciscains morts à 30 et 33 ans.
Le pape François évoque les deux franciscains dans une prière pour la paix en se rendant à l'église Saint-François de Cracovie où sont vénérées leurs reliques, le samedi 30 juillet 2016, dans le cadre des journées mondiales de la jeunesse de Cracovie, après que des attentats revendiqués par l'organisation État islamique ont eu lieu au Moyen-Orient, en Allemagne et en France en juillet 2016. 
Extrait de la prière du pape François : « Ô Dieu, Père Éternel, exauce dans Ta Miséricorde la prière que nous élevons à Toi entre le fracas et le désespoir du monde. Nous nous adressons à Toi avec grande espérance, pleins de confiance dans Ton infinie Miséricorde, en nous confiant à l'intercession de Ta Très Sainte Mère, rend-nous forts dans l'exemple des bienheureux martyrs du Pérou, Zbigniew et Michał, que tu as rendus valeureux témoins de l'Évangile, au point qu'ils ont offert leur sang, et demandons le don de la paix et l'éloignement de nous de la plaie du terrorisme. »

## Hommages
Une école et une rue de Tarnów ont été baptisées de son nom.

## Béatification
- 1996 : ouverture de la cause en béatification.
- 3 février 2015 : le pape François reconnaît le père Zbigniew comme martyr de la foi, et signe le décret de béatification
- 5 décembre 2015 : cérémonie de béatification de Zbigniew Strzałkowski, de Michal Tomaszek et d'Alessandro Dordi au Stade Manuel Rivera Sanchez de Chimbote, célébrée par le cardinal Angelo Amato, au nom du pape François[12] devant trente-mille personnes et en présence du président Ollanta Humala et des ambassadeurs de Pologne et d'Italie.